# Lasse Christensen
Lasse Christensen (født 8. februar 1951) har siden 1. februar 2005 været talentchef i Vejle Boldklub Elitefodbold A/S og leder af klubbens fodboldakademi i Nigeria.
Som talentchef er det Lasse Christensens opgave at få klubbens talentarbejde tilbage til tidligere tiders høje niveau. I 2008 rykkede både VB's juniorer og ynglinge op i de bedste ungdomsligaer efter et par års fravær, hvilket var en erklæret målsætning, da Lasse Christensen tiltrådte i klubben. Klubben har desuden etableret et fodboldakademi i Nigeria Arkiveret 3. august 2008 hos  Wayback Machine, som Lasse Christensen er sportsligt ansvarlig for.
Lasse Christensen har tidligere været en vigtig faktor i opbygningen af talentarbejdet i FC Midtjylland, samt været tilknyttet FC Midtjyllands superligahold som assisterende træner.
I en periode var Lasse Christensen konstitueret sportschef i Vejle Boldklub og fra 2004-2005 indgik han i et trænerteam for klubbens førstehold sammen med Jesper Søgaard – en opgave han fik igen d. 17. marts 2009, hvor han i samarbejde med Ole Schwennesen blev indsat som midlertidig cheftræner i Vejle Boldklub i forårssæsonen i Superligaen efter fyring af klubbens hidtidige cheftræner Ove Christensen. 